# ویتوریو مرو
ویتوریو مرو (انگلیسی: Vittorio Mero; ۲۱ مهٔ ۱۹۷۴ – ۲۳ ژانویهٔ ۲۰۰۲) بازیکن فوتبال اهل ایتالیا بود.
از باشگاه‌هایی که در آن بازی کرده‌است می‌توان به باشگاه فوتبال برشا، باشگاه فوتبال ترنانا، و باشگاه فوتبال پارما اشاره کرد.